# Альберто Гомес
Альберто Гомес (ісп. Alberto Gómez (calciatore 1944), нар. 10 червня 1944) — уругвайський футболіст, що грав на позиції нападника. Виступав, зокрема, за клуб «Ліверпуль» (Монтевідео), а також національну збірну Уругваю.

## Клубна кар'єра
У дорослому футболі дебютував 1966 року виступами за команду «Ліверпуль» (Монтевідео) в Прімера Дивізіоні, кольори якої захищав до 1971 року. У 1972 році виїхав до Мексики, де підписав контракт з «Торреоном». Сезон 1974/75 років провів в «Універсідаді Гвадалахара» (тепер — «Леонос Негрос»). Після цього наступний сезоні провів в «Оро», де зіграв 24 матчі в мексиканському чемпіонаті. Останнім клубом у кар'єрі Гомеса став «Сан-Луїс», у футболці якого в сезоні 1976/77 років зіграв 38 матчів та відзначився 4-ма голами.  

## Виступи за збірну
У 1970 році дебютував у футболці національної збірної Уругваю. У складі збірної був учасником чемпіонату світу 1970 року у Мексиці. На турнірі зіграв у стартовому складі в переможному (1:0) чвертьфіналі проти Радянського Союзу, а в додатковий час його замінив Хуліо Моралес.
Загалом протягом кар'єри у національній команді, яка тривала 1 рік, провів у її формі 5 матчів.